# Aeroportul Bulgan
Aeroportul Bulgan (IATA: UGA, ICAO: ZMBN) este un aeroport din Bulgan⁠(d), Bulgan-Aimag, Mongolia. A fost numit după Bulgan⁠(d).
Situat la o altitudine de 1.303 m, aeroportul dispune de o singură pistă.